# Блещунов Олександр Володимирович
Олександр Володимирович Блещунов (нар. 25 серпня 1914, Харків — пом. 21 травня 1991, Одеса) — український радянський альпініст, дослідник, колекціонер. Родоначальник одеського альпінізму. Засновник єдиного в Україні музею приватних колекцій.

## Біографія
Олександр Володимирович Блещунов народився 1914 р. в Харкові. У 1932 р. здобув фах техніка-хіміка в Одеському технікумі консервної промисловості. У 1939 р. закінчив Одеський інститут інженерів водного транспорту.
У 1936 р. Блещунов організовує при Одеському обласному комітеті фізкультури і спорту секцію альпінізму. Нині саме ця подія відзначається як народження одеського альпінізму. Блещунов стає першим головою секції і з невеликими перервами керує нею понад 30 років. За ці роки під його керівництвом проходять альпіністські збори та науково-спортивні експедиції в Крим, Карпати, на Кавказ і Памір.
У 1939 р. організовує першу Одеську альпініаду. У 1940 р. — науково-спортивну експедицію на Памір, в ході якої були зібрані цінні дані щодо фізіології людини і рослин на висоті 6 тис. м. Крім цього, члени експедиції перетнули Хребет Академії Наук і відкрили верхів'я льодовика Бівачний, завдяки чому було розширено знання про географію гірського району. Початок війни перервав підготовку до другої дослідницької експедиції на Памір.
Блещунов брав участь у боях під Сталінградом, при  захопленні Берліна і  звільненні Праги та багатьох інших. Його заслуги були відзначені 5-ма орденами: Вітчизняної війни I ступеня, трьома орденами Вітчизняної війни II ступеня, орденом Червоної Зірки, і 10 медалями.
Після війни Блещунов зайнявся будівництвом великих науково-дослідних об'єктів у  Вірменії, а саме: високогірної наукової лабораторії на горі  Арагац і кільцевого  електронного підсилювача. Після повернення до Одеси, Блещунов до 1974 р. керує проблемною лабораторією  Одеського інституту холодильної промисловості.
Разом з альпінізмом Блещунов захоплювався колекціонуванням предметів мистецтва, зокрема, азійського. Одесит зібрав величезну колекцію робіт з різних куточків світу, яку зберігав у своїй 2-кімнатній комунальній квартирі. 28 січня 1989 р. з його ініціативи та за сприяння Одеського міськвиконкому та мера міста  Валентина Симоненка, також відомого альпініста і вихованця Олександра Володимировича, було відкрито перший і єдиний в Україні муніципальний музей приватних колекцій, що носить в наш час ім'я його творця.
До кінця життя Олександр Володимирович був директором музею. Помер Блещунов 21 травня 1991 р. в Одесі. На будинку, де він жив, встановлено меморіальну дошку.
Після смерті колекціонера інституція зберегла своє існування, а також змогла довести кількість експонатів у своїй колекції до 10 тисяч, з яких близько 30% є доступні для відвідувачів. Тепер у Домі Блещунова працюють 10 залів-кімнат, одна із яких присвячена безпосередньо засновнику музею.

## Цікавий факт
- Іменем Блещунова названо пік і перевал на Памірі.

## Ресурси Інтернету
- Участь у науково-спортивній експедиції 1940 р. на Памір [Архівовано 1 лютого 2012 у Wayback Machine.]
- Александр Блещунов — «отец» новых одесских музеев[недоступне посилання з лютого 2019]
- Детальная биография Блещунова Александра Владимировича [Архівовано 7 вересня 2015 у Wayback Machine.]
- Одесский муниципальный музей частных коллекций им. А. В. Блещунова [Архівовано 17 грудня 2013 у Wayback Machine.]